# Lachesilla floridana
Lachesilla floridana är en insektsart som beskrevs av Garcia Aldrete 1999. Lachesilla floridana ingår i släktet Lachesilla och familjen kviststövsländor. Inga underarter finns listade i Catalogue of Life.